# Estação Marítima de Passageiros do Porto do Rio de Janeiro

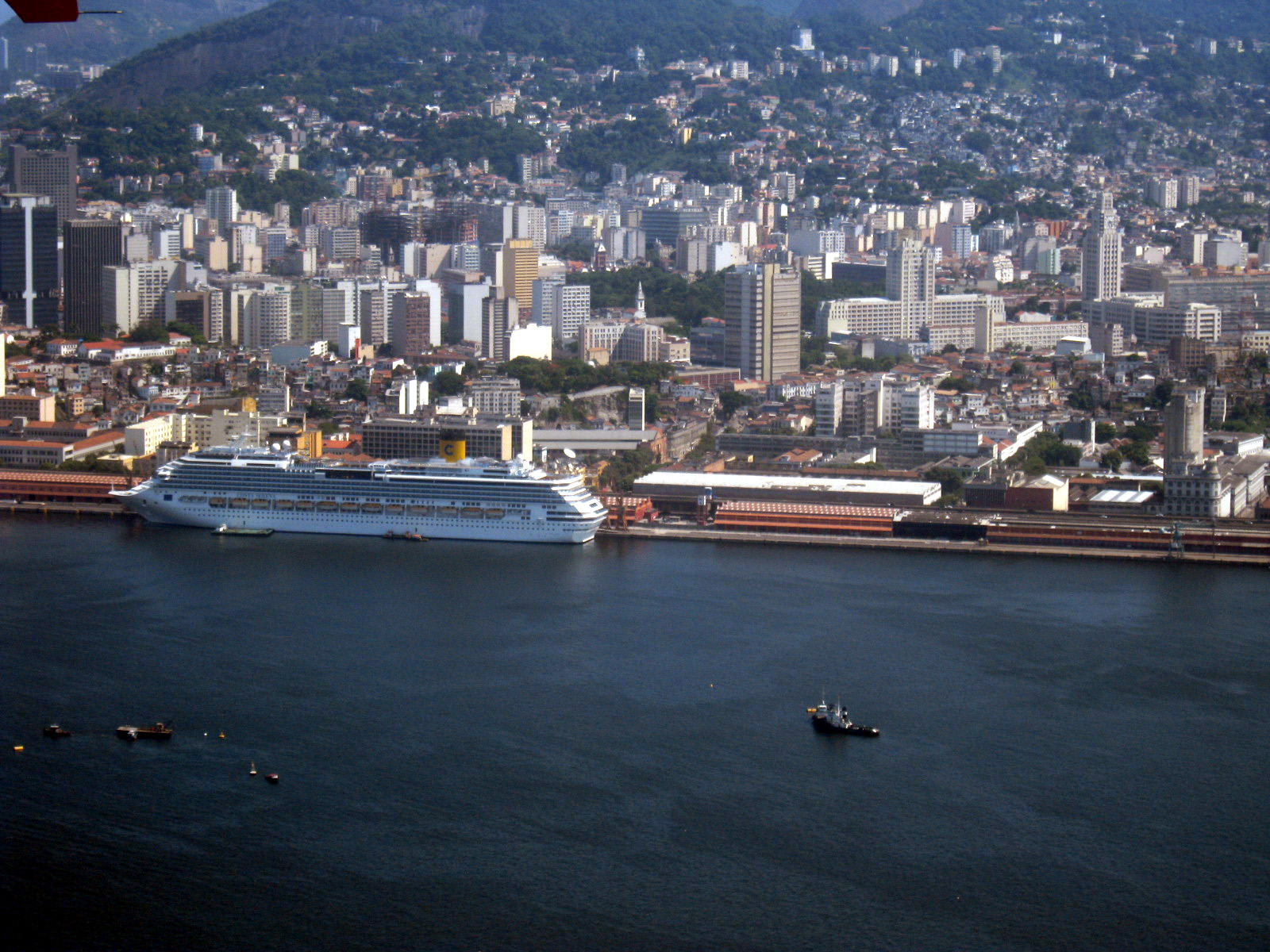
Costa Serena atracado no Cais da Gamboa, em 2011.

A Estação Marítima de Passageiros do Porto do Rio de Janeiro, também conhecida como Terminal Internacional de Cruzeiros do Pier Mauá, é um terminal de cruzeiros situado no Cais da Gamboa, na Zona Central da cidade do Rio de Janeiro. Administrado pela empresa Pier Mauá desde 1998, é a principal porta de entrada do turismo internacional no país. Em frente à estação marítima, situa-se a Parada dos Navios/Valongo do VLT Carioca, que atende à Linha 1 do sistema.
Com 1.050 metros de extensão, a estação, que funciona em frente aos armazéns 1, 2, 3, 4 e 5 do Cais da Gamboa, possui uma área operacional de 61,8 mil metros quadrados. Com capacidade para várias atracações simultâneas, dada a extensão do cais, o terminal possui capacidade de atender até 35 mil passageiros. A Estação Marítima de Passageiros possui as certificações ISO 9001 e ISPS Code.
O terminal marítimo recebeu o Prêmio World Travel de "Melhor Porto de Cruzeiros da América do Sul", concedido pela Travel Weekly, nos anos de 2009, 2010, 2011, 2012, 2013, 2014 e 2015. A premiação é resultado de votação realizada com aproximadamente 200 mil agentes de viagens e profissionais do turismo de 198 países, via internet, durante a World Travel Market, uma feira internacional de negócios da área de turismo que ocorre anualmente em Londres.

## Serviços
A estação conta com os seguintes serviços:
- Balcões de check-in
- Salas VIP
- Circuito interno de TV
- Raio-X de bagagem despachada e de bagagem de mão
- Climatização / Sonorização
- Posto de Informações Turísticas
- Lojas
- Joalherias
- Cafés
- Restaurante
- Casa de câmbio
- Banco 24 horas
- Internet banda larga para passageiros e tripulantes
- Táxis pré-pagos
- Ambulatório / UTI Móvel